# Clemensia clathratat
Clemensia clathratat är en fjärilsart som beskrevs av Christian Gibeaux 1983. Clemensia clathratat ingår i släktet Clemensia och familjen björnspinnare. Inga underarter finns listade i Catalogue of Life.